# Jean-François Lamour

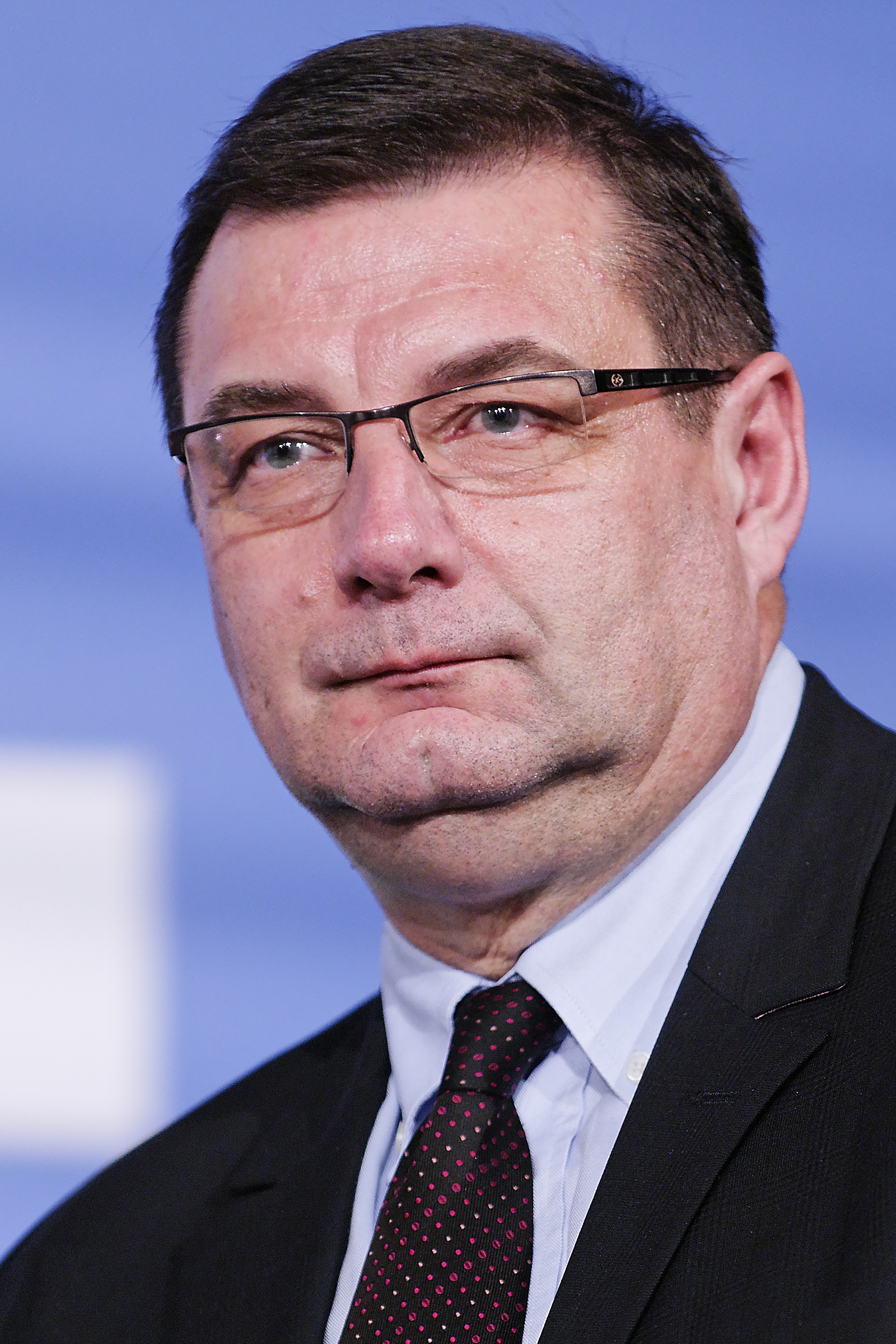
Jean-François Lamour

Jean-François Lamour, född den 2 februari 1956 i Paris, Frankrike, är en fransk fäktare som tog OS-brons i herrarnas lagtävling i sabel i samband med de olympiska fäktningstävlingarna 1992 i Barcelona.